# British Hockey League 1986/87
Die Saison 1986/87 war die fünfte Spielzeit der British Hockey League, der höchsten britischen Eishockeyspielklasse. Meister wurden die Murrayfield Racers.

## Modus
In der Hauptrunde absolvierte jede der zehn Mannschaften insgesamt 36 Spiele. Der Erstplatzierte der Hauptrunde wurde Meister. Für einen Sieg erhielt jede Mannschaft zwei Punkte, für ein Unentschieden einen Punkt und für eine Niederlage null Punkte.

## Hauptrunde

### Tabelle
|     | Klub                | Sp | S  | U | N  | Tore    | Punkte |
| --- | ------------------- | -- | -- | - | -- | ------- | ------ |
| 1.  | Murrayfield Racers  | 36 | 29 | 2 | 5  | 414:218 | 60     |
| 2.  | Dundee Rockets      | 36 | 26 | 1 | 9  | 324:203 | 53     |
| 3.  | Fife Flyers         | 36 | 23 | 1 | 12 | 317:215 | 47     |
| 4.  | Nottingham Panthers | 36 | 23 | 1 | 12 | 286:227 | 47     |
| 5.  | Durham Wasps        | 35 | 22 | 2 | 11 | 335:214 | 46     |
| 6.  | Ayr Bruins          | 36 | 17 | 2 | 17 | 186:261 | 36     |
| 7.  | Whitley Warriors    | 36 | 14 | 2 | 20 | 298:321 | 30     |
| 8.  | Streatham Redskins  | 36 | 10 | 2 | 24 | 212:332 | 22     |
| 9.  | Solihull Barons     | 35 | 4  | 1 | 30 | 178:368 | 9      |
| 10. | Cleveland Bombers   | 36 | 3  | 2 | 31 | 178:369 | 8      |

Sp = Spiele, S = Siege, U = Unentschieden, N = Niederlagen